# Хэйс, Эллисон
Мэ́ри Джейн «Э́ллисон» Хэйс (англ. Mary Jane «Allison» Hayes; 6 марта 1930 года, Чарлстон, Западная Виргиния, США — 27 февраля 1977 года, Сан-Диего, Калифорния, США) — американская актриса и фотомодель.

## Биография
Мэри Джейн Хэйс (настоящее имя Эллисон Хэйс) родилась 6 марта 1930 года в Чарлстоне (штат Западная Виргиния, США).
Свою карьеру Эллисон начала в качестве модели в 1940-х годах. Завоевав титул «Miss District of Columbia» в 1949 году, она отправилась представлять штат Колумбия на конкурсе красоты Мисс Америка. Хэйс не победила в этом конкурсе, но её участие в нём дало ей возможность работать на местном телевидении до переезда в Голливуд, где она начала работать с Universal Pictures в 1954 году.
В период с 1951 года и до окончания кинокарьеры в 1967 году Хэйс снялась в 62-х фильмах и сериалах.
В 1976 году из-за продолжительных проблем со здоровьем Эллисон Хэйс обратилась к врачам, и у неё была диагностирована лейкемия; после этого актриса стала регулярно проходить обследования в Ла-Хойя. В госпитале во время очередного переливания крови здоровье Хэйс внезапно ухудшилось — она ощутила озноб и гриппоподобные симптомы. 26 февраля 1977 года её госпитализировали в Университет калифорнийского медицинского центра в Сан-Диего, где она скончалась на следующий день, 27 февраля 1977 года, за неделю до своего 47-го дня рождения.

## Избранная фильмография
| Год       |   | Русское название             | Оригинальное название       | Роль                       |
| --------- | - | ---------------------------- | --------------------------- | -------------------------- |
| 1955      | ф | Чикагский синдикат           | Chicago Syndicate           | Джойс Керн / Сью Мортон    |
| 1956      | ф | Двойная опасность            | Double Jeopardy             | Барбара Дивери             |
| 1958      | ф | Нападение гигантской женщины | Attack of the 50 Foot Woman | Нэнси Фаулер Арчер         |
| 1960—1965 | с | Перри Мейсон                 | Perry Mason                 | Чо Син/Джейн Уикс/Пёрл Чут |
| 1962      | с | Телевизионный театр Крафта   | Kraft Television Theatre    | имя персонажа неизвестно   |
| 1963—1964 | с | Главный госпиталь            | General Hospital            | Присцилла Лонгсуорт        |
| 1965      | ф | Пощекочи меня                | Tickle Me                   | Мейбл                      |